# Apophyllum
Espèce
Synonymes
- Capparis anomala (F.Muell.) Christenh. & Byng

Statut de conservation UICN

LC : Préoccupation mineure
Apophyllum est un genre de plante originaire d’Australie. Il ne contient qu’une seule espèce, ce qui fait par définition du genre un genre monotypique. Cette seule espèce est appelée Apophyllum anomalum, communément appelée buisson guerrier ou buisson à balais.

## Description
Le buisson guerrier n’est généralement pas plus qu’un petit buisson de 3 à 5 m de haut sans feuilles, avec parfois des branches plus âgées retombantes. Mais il se développe parfois en un petit arbre. Le plus grand enregistré ne mesure environ 4 mètres de haut. Les feuilles de cette espèce sont linéaires à lancéolées de 5 à 15 mm de long et ses fleurs sont unisexuées. Ces fleurs sont simples ou en grappes, avec 3 à 4 sépales poilus de 2 à 3 mm de long et 2 à 5 pétales de 2 à 5 mm de long et de couleur blanc verdâtre à jaune. Les fleurs mâles ont 8 à 6 étamines, aussi longues que les pétales. Les fleurs femelles avec 1-3 stigmates et un ovaire sur un gynophore de 2-3 mm de long. Les fruits sont globuleux, violets, de 5 à 8 mm de diamètre. Le buisson guerrier fleurit du printemps au début de l’été.
Le bois de la brousse guerrière est étonnamment dense et à grain serré avec un rayon médullaire très fin, ce qui rend cette espèce très résistante à la sécheresse. 

## Habitat et écologie
Il est répandu dans les zones semi-arides d’Australie et prédominant en Nouvelle-Galles du Sud et dans le Queensland. 
Le buisson guerrier a été décrit par un botaniste du gouvernement du nom de Ferdinand von Mueller vers 1855. L’une des nombreuses réalisations de Muller fut la création de l’Herbier national de Victoria. Plusieurs années après sa création en 1853, Mueller a décrit l’espèce Apophyllum anomalum et l’a introduite dans l’herbier national Victoria où l’on trouve aujourd’hui 19,8 % des mentions d’espèces. Entre l’Herbier national de Nouvelle-Galles du Sud et l’Herbier du Queensland, il y a actuellement, selon le recensement des plantes australiennes, un total de 53% des enregistrements de brousses à buissons guerriers. 
Les jeunes branches et les baies sont broutées par des chèvres sauvages.  Lorsqu’il fleurit en novembre et décembre, le buisson guerrier attire des nuées de papillons blancs migrateurs noirs et blancs, et leurs larves causent souvent beaucoup de dégâts. La vue de ces papillons englobant cet arbuste rude est une image inhabituelle pour une espèce qui, dans un sens, n’a pas de feuillage à proprement parler.
Il a également été noté que les macropodes tels que les kangourous et les wallabies sont généralement associés à l’habitat de la brousse avec des buissons guerrier. 

## Menaces
La zone semi-aride que présente l’habitat de la brousse à buissons guerriers est un environnement rude, sauvage et sec. Au cours de l’installation des Européens et des expéditions de ceux qui étaient comme Oxley, Sturt et Mitchell, c’était un cadre très dur. Cette colonisation a mis en péril de nombreuses espèces de l’environnement d'origine et, bien que la brousse à buissons guerriers n’ait pas été touchée de manière significative, elle a été affectée. Les squatters se sont aventurés dans la zone et avec la découverte de l’eau artésienne, l’expansion rapide et l’intensification du pastoralisme dans toute la région les modifications ont commencé. Depuis, ces changements dans l’environnement australien ont inclus : le déplacement des aborigènes australiens, la perturbation des régimes naturels d’incendies et des pratiques forestières qui ont modifié la structure des zones de végétation d'origine.
Comme la brousse guerrière est actuellement abondante, le pâturage des animaux, les pratiques agricoles et forestières constituent un potentiel de menaces futures pour l’espèce Apophyllum. Il peut s’agir d’un surpeuplement généralisé des moutons et des bovins qui broutent la brousse  et provoquent une érosion importante des sols. Dans les zones semi-arides, les chèvres ajoutent encore à cette pression de pâturage excessive sur les herbages et les arbustes. Le régime alimentaire d’une chèvre de brousse est principalement influencé par la végétation disponible. Les chèvres de cette brousse se trouvent couramment dans les régions semi-arides d’Australie et sont connues pour trouver la brousse à buissons guerriers appétissante. Il semble y avoir une corrélation entre la croissance et les taux de reproduction des chèvres sauvages dans les zones de végétation semi-aride où l’herbe et les arbustes tels que le buisson guerrier sont répandus, ce qui affecte à son tour la régénération de l’espèce et nuit à sa croissance lorsqu’elle est piétinée.
Le défrichement à grande échelle des terres pour les cultures, le pâturage et le développement urbain a réduit la couverture végétale d'origine, y compris la brousse à buissons guerriers. Cela a entraîné la salinisation des paysages, une augmentation des charges en sédiments, en nutriments et en sel dans les rivières et les ruisseaux, et le déclin de la biodiversité. D’une manière générale, les espèces végétales et animales introduites et envahissantes dans tout écosystème constituent une menace majeure pour la biodiversité florale ; 20 espèces introduites ont été déclarées mauvaises herbes d’importance nationale (dont beaucoup sont situés dans les zones de végétation semi-aride de la brousse à buissons guerriers) et depuis la colonisation européenne de l’Australie, 61 espèces végétales sont connues pour avoir disparu ; 1 239 autres espèces sont actuellement considérées comme menacées. Heureusement, le buisson guerrier n’est pas classé comme une espèce de flore menacée et son statut de conservation est classé comme « LC » - préoccupation mineure.